# Cryptus gogorzae
Cryptus gogorzae là một loài tò vò trong họ Ichneumonidae.